# Bábonymegyer
Bábonymegyer è un comune dell'Ungheria di 915 abitanti situata nella contea di Somogy, nell'Ungheria centro-occidentale.